# Döllersheim
Döllersheim este un sat abandonat din statul austriac Austria Inferioară, situat în ținutul rural Waldviertel, la aproximativ la 110 km nord-vest de Viena. A fost evacuat în 1938 pentru a face loc unui teren de antrenament al Wehrmachtului. De la 1 ianuarie 1964, este o comunitate cadastrală (Katastralgemeinde) a comunei Pölla⁠(d) din districtul Zwettl.

## Istorie

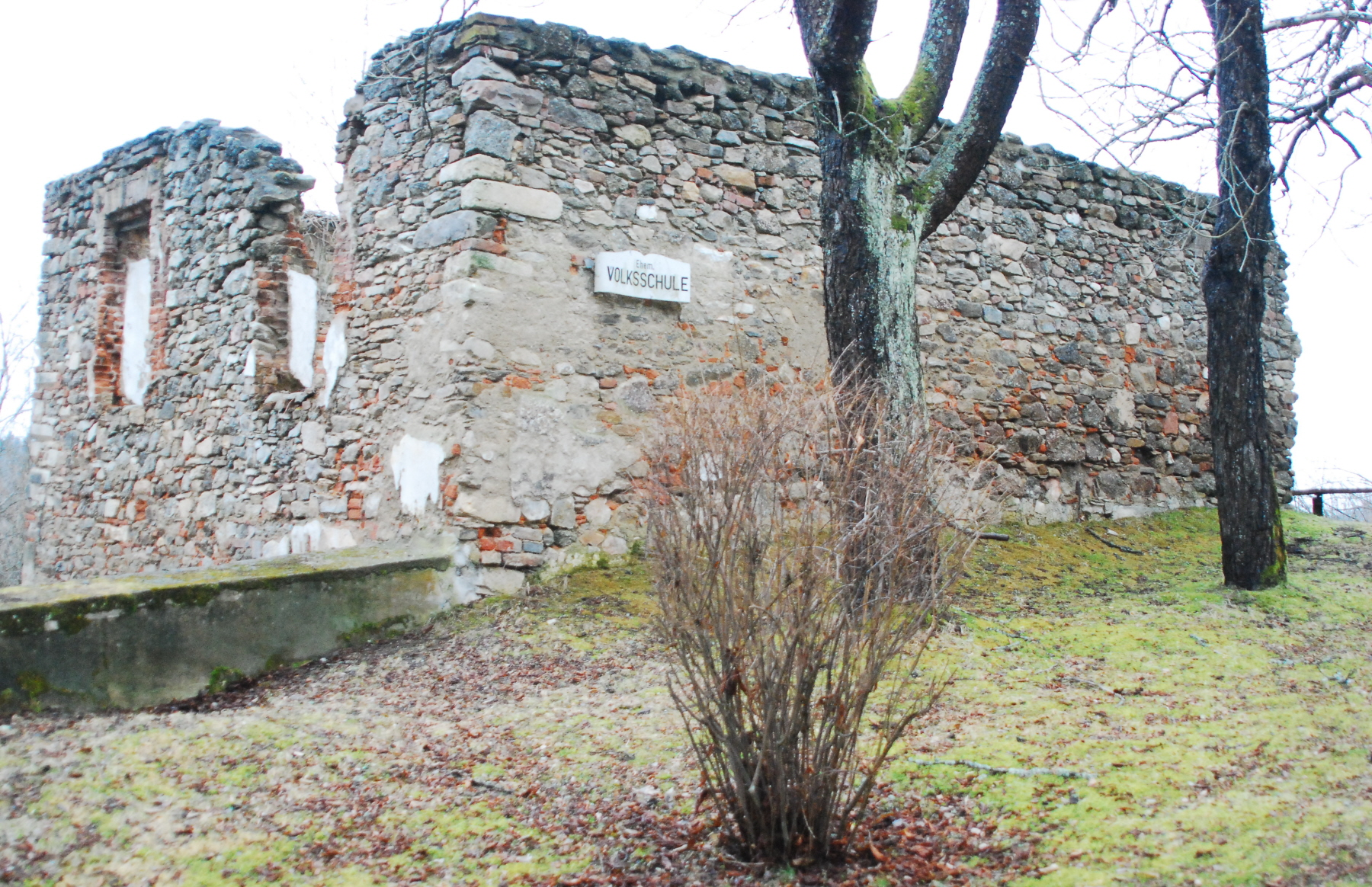
Ruinele școlii

Satul, situat în Marca de Austria, a fost menționat pentru prima dată într-un act din 1143 emis de ducele Henric al XI-lea al Bavariei, în care un Chunradus (Conrad) de Tolersheim a fost menționat ca martor. Datorită locației sale în apropierea graniței Austriei cu Boemia, orașul-târg din apropiere deținut de lorzii Ottenstein⁠(d) a fost devastat în timpul Războaielor Husite din 1427 și din nou în perioada premergătoare Bătăliei de la Muntele Alb din 1620.
Zona municipală a inclus cătunul Strones din apropiere, unde în 1837 s-a născut Alois Hitler, tatăl lui Adolf Hitler, fiul nelegitim al țărancei locale Maria Schicklgruber (1795–1847). Strones era foarte mic în momentul nașterii lui Alois și nici măcar nu avea o biserică care să conțună un registru de botez. În consecință, Maria s-a dus la parohia Döllersheim pentru a înregistra nașterea la preotul local, care a înscris în mod corespunzător informațiile în registrul de botez. Același registru a fost modificat aproximativ 39 de ani mai târziu, când, în 1876, Alois l-a legitimat pe Johann Georg Hiedler ca tată, iar numele de familie a fost schimbat în Hitler.
După Anschlussul din 1938, prin care s-a anexat Austria Germaniei naziste, Hitler a ordonat ca Döllersheim, Zwettl, Allentsteig și alte câteva sate mai mici învecinate să fie evacuate pentru a fi creată o zonă mare de antrenament militar, chiar dacă (sau poate pentru că) conținea mormântul bunicii sale paterne, Maria. Potrivit mărturiei din timpul proceselor de la Nürnberg a lui Hans Frank, șeful Guvernământului General nazist din Polonia, Hitler se temea de o clarificare suplimentară a zvonului neconfirmat că bunicul său patern ar fi un evreu din Graz pe nume Leopold Frankenberger. Cu toate acestea, nicio dovadă nu a susținut vreodată această afirmație. Adevăratul motiv al alegerii zonei respective poate fi populația relativ rară, solurile sărace și, în consecință, randamentele agricole scăzute, lipsa industriei și nu în ultimul rând, din punct de vedere al pregătirii militare, condițiile meteorologice fiind foarte severe de iarnă.
Autoritățile locale i-au acordat cetățenia de onoare lui Hitler și au reconstruit un mormânt de onoare (Ehrengrab⁠(d)) pentru bunica lui, dar fără niciun rezultat. Până la 31 octombrie 1941, trupele Wehrmachtului au relocat cu forța toți cei 2000 de săteni înainte de a le bombarda casele ca parte a exercițiilor de antrenament. În al Doilea Război Mondial, zona a fost gazda Diviziei 392 (Croate) de Infanterie și locul mai multor lagăre de prizonieri de război, inclusiv Stalag XVII-C și Oflag XVII-A (din iunie 1940) lângă satul abandonat Edelbach⁠(d).
Odată cu punerea în aplicare a Actului capitulării Germaniei din 1945 și a ocupației aliate a Austriei, terenul de antrenament a fost confiscat de armata sovietică și, în ciuda cererilor numeroase de restituire, a rămas o zonă de excludere militară (denumită Truppenübungsplatz Allentsteig⁠(d)) până în prezent, acum fiind operată de către forțele armate austriece. Din 1981 însă, piața principală, ruinele bisericii parohiale romanice Sfinții Petru și Pavel și cimitirul din jur au devenit accesibile vizitatorilor. În 1986, biserica a fost resfințită ca „biserică a păcii” de către episcopul romano-catolic de Sankt Pölten. Locuitorii expulzați nu au fost despăgubiți decât în 1955.